# Dr Pepper
Dr Pepper este o băutură răcoritoare, creată în 1880 de către Charles Alderton.